# Poecilohetaerus schineri
Poecilohetaerus schineri är en tvåvingeart som beskrevs av Friedrich Georg Hendel 1907. Poecilohetaerus schineri ingår i släktet Poecilohetaerus och familjen lövflugor. Inga underarter finns listade i Catalogue of Life.